# Федрік Дакрес
Федрік Дакрес (англ. Fedrick Dacres) (нар. 28 січня 1994) — ямайський легкоатлет, який спеціалузіється в метанні диска, переможець Континентального кубку ІААФ, чемпіон світу серед юніорів та юнаків, дворазовий чемпіон Панамериканських ігор в метанні диска.
На Олімпійських іграх-2016 спортсмен виступив невдало — маючи в активі кидок на 68,02 в сезоні, за підсумками кваліфікації Дакрес був передостаннім (50,69) та не зміг потрапити до фінальної частини змагань.
На чемпіонаті світу-2019 здобув срібну нагороду.